# Pseudoscalibregma bransfieldia
Pseudoscalibregma bransfieldia är en ringmaskart. Pseudoscalibregma bransfieldia ingår i släktet Pseudoscalibregma och familjen Scalibregmatidae. Utöver nominatformen finns också underarten P. b. collaris.